# Nieuw Volksleger
Het Nieuw Volksleger (Engels: New People's Army, NPA; Filipijns: Bagong Hukbong Bayan) is een paramilitaire groepering met als doelstelling het bewerkstelligen van een communistische revolutie in de Filipijnen. De maoïstische NPA is de militaire tak van de Communistische Partij van de Filipijnen (CPP). De NPA werd op 29 maart 1969 opgericht na een ontmoeting tussen José María Sison, de leider van de CPP, en Bernabe Buscayno, de leider van de militaire tak van de oude communistische partij, Partido Komunista ng Pilipinas-1930. Onder leiding van Buscayno, die ook wel bekendstond onder de naam Commander Dante, voerde de NPA gewapende acties uit om haar doelstelling te bereiken. Buscayno in 1976 gearresteerd en is sinds zijn vrijlating in 1986 niet meer betrokken bij gewapend verzet. De NPA is echter nog steeds actief en is door zowel de Verenigde Staten en de Europese Unie aangeduid als terroristische organisatie.